# زنوبيا
زنوبيا (بالتدمرية:  وتُلفظ: بت زباي) وإسمها بالعربية (الزباء) هي ملكة تدمر، قادت مع زوجها أذينة عصياناً على الإمبراطورية الرومانية تمكّنا خلاله من السيطرة على معظم سوريا.
أما لغة تدمر الرسمية فهي اللهجة الآرامية التدمرية وكان أهلها يعبدون الشمس، ومعبد الشمس لا يزال إلى الآن أكبر الآثار التدمرية. كما عَبَد أهل تدمر اللات ويدل على ذلك .معبد اللات القائم بين آثار تدمر.
هذه المرأة المشهورة بجمالها وإقدامها وذكائها كانت جديرة بأن تكون قرينة أذينة "Odaenathus" الذي كان يحمل لقب «رئيس المشرق»  "Dux Orientis"، وهي قد اشتركت معه بالفعل في وضع سياسة ملكه أثناء حياته، ولم تخلفه في منصبه فقط بعد وفاته (سنة 266-267 ميلادياً) بل إنها عقدت العزم على بسط سلطانها على الدولة الرومانية الشرقية، وكان ابنها وهب اللات بن أذينة لا يزال حينذاك طفلاً، فتسلمت مقاليد الحكم في يدها.
بعد وفاة زوجها قادت جيوش مملكة تدمر في غزوها لمصر وآسيا الصغرى لفترة وجيزة قبل أن يتمكن الإمبراطور أوريليان من هزمها وأسرها إلى روما حيث سرعان ما توفيت لأسباب غامضة، يقول المؤرخ زوسيموس أنها انتحرت برفضها تناول الطعام، أو بسبب مرض، ولكن يبدو أن هذا إما خطأ أو تزوير متعمد. وأغلب الظن أنها نجت، وبعد أن سارت في روما إعلانا على انتصار أوريليان بقيت في ايطاليا.
ويقال أنها كانت متزوجة بإحترام من أحد أعضاء مجلس الشيوخ الروماني، وعاشت في فيلا بالقرب من تيفولي.
وفقا لإتروبيوس (eutropius) فقد بقي نسلها حتى القرن الرابع. وكان المنزل الذي عاشت فيه يذكر في العصور القديمة .ومن الروايات المزكورة انه حصل إنقلاب في اخر عهدها وقتل ولدها وهربت مع مستشارها الى جهة مجهولة وماتت من الحزن على ابنها .

## العائلة والأصل
اسم زنوبيا الأصلي بالآرامية كان بت زباي (בת זבי) أي بنت زباي. كما عرفت باللاتينية بسم يوليا أوريليا زنوبيا (Julia Aurelia Zenobia) وباليونانية سبتيما زنوبيا، كما عرفها العرب باسم زينب. كما أن أم زنوبيا ذات أصل بطلمي، مشبهة وهي سليلة بكليوباترا. بينما زعم الطبري أنها كانت من عماليق العرب.
اسم زنوبيا الحقيقي «بت زباي»، واسمها الأول أطلقه الرومان ويعني قوة المشتري، وكانت أمها ترجع بنسب إلى كليوباترا في مصر، ولدت زنوبيا في تدمر وتأدبت في الإسكندرية فدرست تاريخ الإغريق والرومان وتخلقت بأخلاق كليوباترا وبطموحها، وكانت امرأة هاجسها المجد والسلطان. ورأت في أذينة فرصتها لتحقيق هذا الطموح. وكانت تشهد معه مجالس القوم وجلسات مجلس الشيوخ، وهكذا نشأت معه على أهداف واحدة وكان تاج الملك يرفرف فوق رأسيهما في أحلام اليقظة، حتى إذا وصلت إلى المُلك اختطفت يد الغدر زوجها، وبعد أن قُضي على غريمه، اعتلت العرش نيابة عن ولدها «وهب اللات» وقادت الحكم والشيوخ والحروب، كما قادت أعمال الإعمار والبناء، وأكثر الآثار القائمة حتى اليوم في تدمر، يعود الفضل في تشييدها إلى هذه الملكة التي حكمت تدمر منذ اللحظة الأولى التي اعتلى فيها زوجها العرش على تدمر. فلقد كانت بذكائها وقوة شخصيتها قادرة على توجيه الحكم إلى حيث ما ترسم من مجد لتدمر ولسلطتها. وعندما اعتلت العرش كانت لا تخفي رغبتها أن تصبح يوماً إمبراطورة على روما ذاتها، ولم يكن الأمر صعباً، إذ أن أكثر أباطرة روما كانوا قد وصلوا إلى العرش عن طريق نفوذهم العسكري أو السياسي في مناطقهم النائية. وكانت زنوبيا تعد أولادها وهب اللات وتيم الله وحيران لاعتلاء العرش، وذلك بتعليمهم لغة روما وآدابها وتاريخها. واتخذت مظاهر القياصرة فكانت تركب مركبة ملكية تضاهي مركبة القياصرة، رصعتها بالذهب والفضة والأحجار الكريمة.
و مما يُرْوَى عن (الزَّبَّاء) مناقشاتها مع كبير الأساقفة Paul of Samosata في المسائل الدينية مقر ملك (الزَّبَّاء) تقع على مسافة 150 ميلاً إلى الشمال الشرقي من (دمشق)، وكانت الحروب الفارسية  “Parthian” سبباً في ظهورها بين ممتلكات (رومة) واعتلائها ذلك المركز الممتاز فيها. كانت الأسرة الساسانية في ذلك الوقت في ذروة بأسها وعظمتها واتجهت مطامعها إلى الممتلكات الرومانية، فلم يكن للتدمريين بد من أن يختاروا بين (الفرس) و (رومة)، فانحازوا إلى الإمبراطورية الرومانية التي كانت قد حبت أشرافَ.
كان قيصر روما قد اعترف بوهب اللات ملكاً وبزنوبيا وصية عليه، فقامت أولاً بتوطيد حكمها في تدمر والبادية، وبإقامة الثغور، مثل حلبية وزلبية، وما زالت آثار الثغرين قائمة حتى اليوم على ضفتي الفرات وتمت لها السيادة على آسيا الصغرى ومصر .

## حروبها وقيادتها

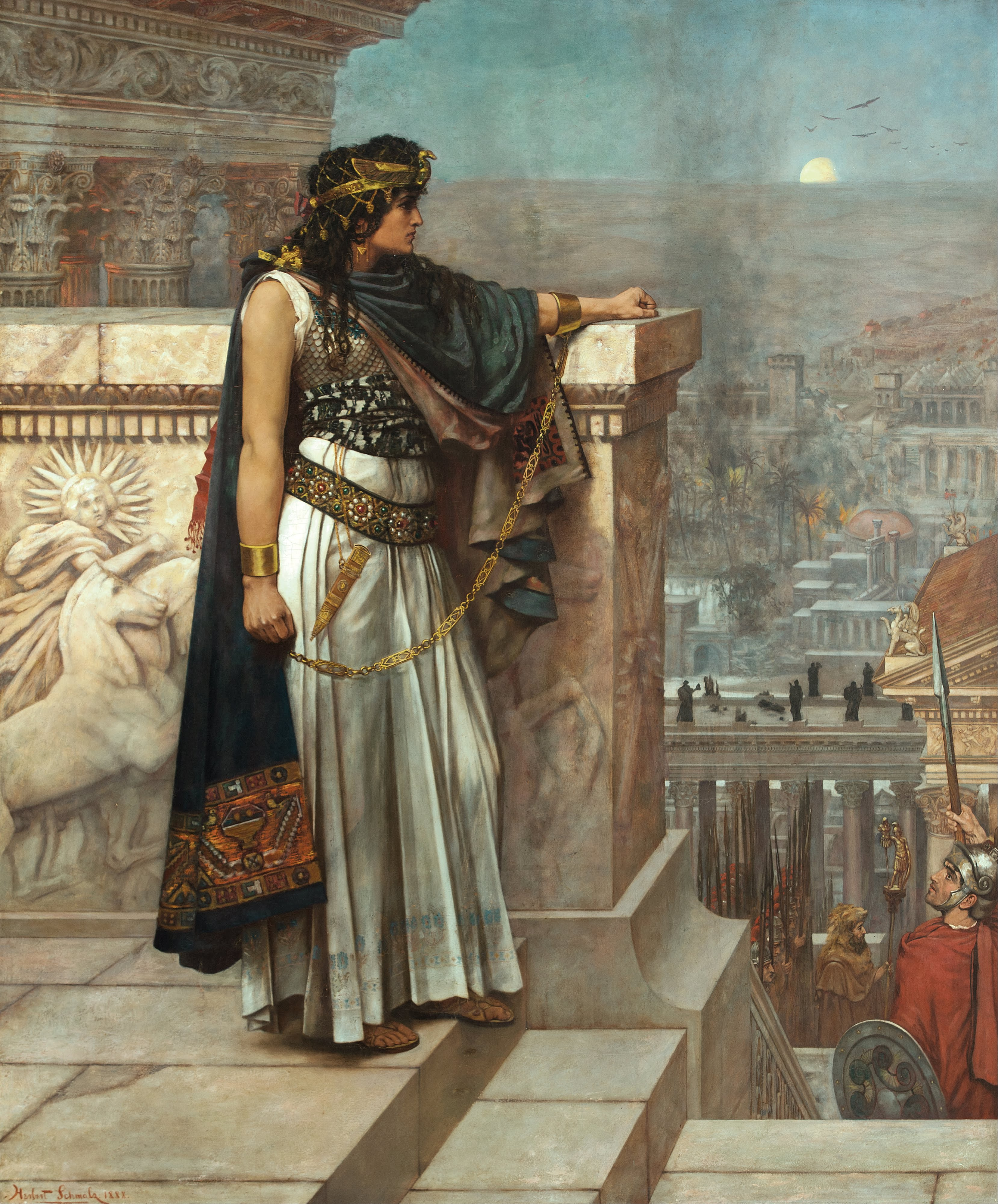
لوحة زيتية للفنان هربرت شمالتز تصور النظرة الأخيرة للملكة زنّوبيا على مدينة تدمر.

وقد غزت (مصر) سنة 270م وفتحتها بقيادة زَبْدة "Zabda" بدعوى إعادتها لحكم الإمبراطورية الرومانية، وحكم ابنها (هبة الله) مصر في عهد (قلوديوس) على أنه شريك في حكمها وله لقب الملك، وجعلت (الزَّبَّاء) لنفسها الملكة، وقد بسطت نفوذها في آسيا الصغرى إلى مقربة من (بيزنطة) وظلت تدعي أنها تصنع ذلك في سبيل (رومة).
ولقد عثر على آثار لها في الشاطئ السوري وفي الإسكندرية وبعلبك وقرب دمشق وكانت زنوبيا تشرف بنفسها على عمليات التوسع والإنشاء وتنتقل على ظهر فرسها تلبس لباس الرجال، تسوس دولتها بعين لا تنام ولا تغفل، وبعزيمة ترهب الرجال، وعلى الرغم من حجم إنجازاتها الحضارية ومن تحركاتها المجهدة، فإنها لم تنس يوماً حلمها بالتوسع في آسيا ومصر وروما، فلقد وصلت جيوشها إلى بيزنطة في العصر الروماني وقتلت هيراكليون قائد القصر. ثم فتحت الإسكندرية، وكانت روما قلقة جداً من توسعاتها الظافرة، حتى إذا اعتلى العرش في روما «أورليان» سنة 270، وكان قاسياً بطاشاً، مارس أولاً ليناً إزاء زنوبيا فاعترف لها بالنفوذ على الإسكندرية، ثم لم يلبث أن نقض اعترافه واسترجع نفوذه على الإسكندرية بعد عام واحد، في وقت كانت فيه زنوبيا مسلوبة القوى حزناً على وفاة ابنها وهب اللات وكان «أورليان» يتابع انتصاراته في آسيا، حتى هدد تدمر، فكان عليه أن يقضي على تلك المرأة المناوئة لعرشه في روما، وقبل أن يغادر أنطاكية، كانت جيوش زنوبيا تجابه زحفه إلى تدمر، لقد كانت الحرب سجالاً، ولكن خصومها القابعين في حمص خذلوا جيوشها، فعادت إلى تدمر لكي يلاحقها «أورليان» ويحاصرها.
فحاولت الاستنجاد بالفرس، وذهبت متخفية لملاقاة «هرمز» ملك الفرس. وقبل أن تعبر الفرات، كانت جيوش الرومان ترصدها، فقبضوا عليها وأعادوها إلى خيمة «أورليان» الذي عاد بها إلى روما أسيرة مكبلة بأصفاد من الذهب، ولعلها أكملت حياتها في ضاحية روما تيفولي هذه قصة العصر الذهبي الذي وصلت إليه تدمر في عصر زنوبيا. وما زالت آثار هذا العصر ماثلة في شوارع تدمر وأبوابها، وفي معابدها وفي مسرحها والأغورا.
واستطاعت أن تقود قومها إلى نهضة شاملة وقوة عسكرية طامحة، لقد كانت شجاعة بعيدة المطامح. لعبت دوراً كبيرا في الشرق وفي روما ذاتها، وكانت عالية الثقافة تتكلم اللغة التدمرية وهي لغة آرامية، كما تتكلم اليونانية والمصرية، وقربت منها الفلاسفة من أمثال لونجين وكانت مولعة بالتاريخ. 
ونستطيع رسم صورتها من خلال نقد نقش على رأسها جانبياً وهي ترتدي خوذة معدنية ويصفها مؤرخو الرومان أنها كانت في ذروة الجمال سمراء سوداء العينين أسنانها كاللآلئ صوتها رنان. وكانت تساير الجنود وتركب العربة الحربية أو الجواد كأحسن الفرسان. لقد كانت أنبل النساء وأكثرهن جمالاً، بل كان جمالها يضاهي جمال كليوباترا التي ترتبط معها برباط القرابة وتنتهي قصة هذه الملكة الأسطورة على يد الإمبراطور أورليان وذكر هومو أحد المؤرخين في عصر أورليان، إن الإمبراطور عندما جرح في حربه مع زنوبيا قال: إن الشعب الروماني يتحدث بسخرية عن حرب أشنها ضد امرأة، ولكنه لا يعرف مدى قوة شخصية هذه الامرأة ومدى بسالتها.

## حكمها لتدمر

### اغتيال أذينة
و انتهى الصراع بين (رومة) وبلاد (الفرس) بانحدار الرومانيين سنة 260 م، واكتساح الفارسيين آسيا الصغرى وشمال سوريا، وأسر إمبراطورهم  (فاليريان Valerian) الذي مات في أسره، فرأى (أذينة) زوج (الزَّبَّاء) بثاقب بصره أن يتودَّد بعد ذلك إلى (شابور) ملك الفرس، وأخذ يرسل إليه الهدايا والكتب الكثيرة فكان يرفضها بازدراء، وكان ذلك سبباً في أن يلقي (أذينة) بنفسه في أحضان (رومة) مدافعاً عن قضيتها، وقد كافأه (جالينس Gallienus) بتعيينه في منصب (رئيس المشرق Dux Orientis) كوكيل الإمبراطورية في الشرق سنة 262 م. ومن ذلك الوقت أخذ يعمل لاسترداد ما خسرته (رومة) بعد أن ضم إليه فلول الجيش الروماني، فحارب (شابور) وتغلب عليه وأعاد المملكة الشرقية إلى (رومة).
أثناء انشغال أذينه الثاني ملك تدمر بإنشاء مجلس السيناتورات تمهيدا للانفصال عن روما سرا ومتظاهرا بالولاء جهرا فإن القيصر وعن طريق العيون يعلم بالأمر فيقرر اغتياله عن طريق أمراء آخرين يكنون الولاء لروما ويرغبون بتسلم حكم تدمر. كان على رأسهم موينيوس ابن اخت الملك أذينه (معن احتمالياً). في حفلة صاخبه يسقي أذينه وابنه حران الخمرة ويدخل معاونيه ليقتلهما عام 267م. كونها صاحبة الحضانة فإن زنوبيا تتسلم الحكم الانتقالي باسم وهب اللات وتأسر موينيوس ومن ساعده ولكونها صاحبة أعلى سلطه تحكم عليهم بالإعدام وينفذ. كانت زنوبيا تصف معن بالبذئ وتسيطر زنوبيا بقوتها وتفرض هيبتها لتحكم تدمر، وكان لها جيش يبلغ السبعين ألفاً عزمت على فتح مصر به، فتم لها ذلك في سنة 270-271 م، فانتهت مطامحها بأسرها على ما بيناً في سنة 273 م.

### تولي زنوبيا للسلطة

الإمبراطوريات المحيطة بحوض البحر الأبيض المتوسط عام 271 م
الإمبراطورية الشرقية مملكة تدمر تحت حكم زنوبيا تظهر باللون الأصفر

تولت المُلك وعمرها 14 عاماً باسم ابنها وهب اللات، وأصبحت زنوبيا ملكة الملكات وتولت عرش المملكة وازدهرت تدمر في عهدها وامتد نفوذها على جزء كبير من الشرق. مع وجود ألقاب أخرى مثل «الملكة المحاربة» تعتمر زنوبيا خوذة أبوللو حين تحارب مع جيشها التدمري الذي فرض سيطرته جنوبأ وشرقأ وغربأ وتلبس الملكة زنوبيا العمامة الكسروية حينما تقابل الوفود في ديوانها الملكي وقد كانت من ربات الفروسية والشجاعة.
توسعت مملكتها حتى شملت باقي مناطق سوريا وامتدت من شواطئ البسفور حتى النيل، وأطلقت عليها الإمبراطورية الشرقية مملكة تدمر وأصبحت أهم الممالك وأقواها في الشرق على الإطلاق، مما دعى الإمبراطور الروماني أورليانوس للتفاوض مع الملكة زنوبيا لتأمين حدود امبراطوريته. ولوقف زحف جيوش تدمر مقابل الاعتراف بألقاب ابنها وامتيازاته الملكية.
أصدرت الملكة زنوبيا عملة خاصة بمدينة تدمر وصكت النقود في إنطاكية وطبعت عليها صورة وهب اللات على وجه وعلى الوجه الثاني صورة الإمبراطور أورليانوس، وأزالت من النقود صورة الإمبراطور مميزة النقود السورية التدمرية عن نقود روما، ولو أن أورليان قد تفرَّد بلقب «العظيم» أو «أوغسطس». وقد وُجدت في بابل نقوش عليها اسم (الزَّبَّاء) و (أورليان) أو سلفه (قلوديوس) مع ألقاب Augusta.
ووسعت مملكتها وضمت الكثير من البلاد، لكن الإمبراطور الروماني صمم على التصدي للمملكة التدمرية القوية التي سيطرت على العديد من المناطق.
في سنة 271 أرسل جيش قوي مجهز إلى أطراف المملكة وجيشاً آخر بقيادة الإمبراطور أورليانوس نفسه توجه به إلى سوريا وآسيا الصغرى ليلتقي الجيشان وتدور معركة كبيرة بين مملكة تدمر والامبراطورية الرومانية، احتل بروبوس أجزاء من جنوب المملكة في أفريقيا وبلغ أورليانوس أنطاكية في سوريا، وتواجه مع زنوبيا بتجهيزات كبيرة وهزمها هناك (معركة أنطاكية)، مما جعلها تنسحب لتدمر وكان أورليانوس قد بلغ مدينة حمص، فدارت بينهما معارك شرسة قدمت فيها زنوبيا الكثير ودفع اورليانوس بالمزيد من القوات في مواجهة جيش زنوبيا، تراجع جيشها إلى تدمر، فتقدم أورليانوس إلى تدمر وحاصر أسوارها المنيعة حصاراً محكما، وكانت زنوبيا قد حصنت المدينة ووضعت على كل برج من أبراج السور إثنين أو ثلاثة من المجانيق تقذف بالحجارة المهاجمين لأسوارها وتمطرهم بقذائف النفط الملتهبة، والتي كانت تعرف بالنار الإغريقية، وقاومت الغزاة بشجاعة معلنة القتال حتي الموت دفاعا عن مملكتها. عرض أورليانوس عليها التسليم وخروجها سالمة من المدينة الني لن تمس، لكنها رفضت ووضعت خطة وحاولت إعادة الالتفاف على جيش اورليانس فتحصنت بالقرب من نهر الفرات إلا أنها وبعد معارك ضارية وقعت في الأسر ولاقاها أورليانوس وهو في ميدان القتال فأحسن معاملتها وكان ذلك سنة 272م، ثم اصطحبها معه إلى روما ولم يقتلها بل قتل بعض كبار قادتها ومستشاريها بعد محاكمة أجريت لهم في مدينة حمص.
وقد دخلت (الزَّبَّاء) مدينة (رومة) في موكب الإمبراطور الظافر، وارتضت خذلانها في عزة نفس وشمم، وقضت أيامها الأخيرة في (تيبور Tibur) حيث عاشت هي وابنها عيشة سيدة رومانية، ولم تمض أشهر قلائل حتى ثارت (تدمر) ثانية فعاد إليها (أورليان) على غير انتظار ودمَّرها ولم يُبقِ على أهلها هذه المرة. توفيت زنوبيا في روما سنة 274 في ظروف غامضة.